# Găloiești
Găloiești – wieś w Rumunii, w okręgu Vrancea, w gminie Dumitrești. W 2011 roku liczyła 607
mieszkańców